# Hutton and Corrie Parish Church

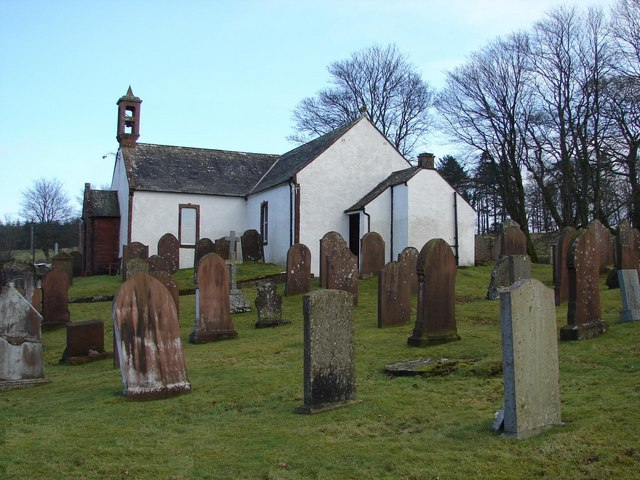
Hutton and Corrie Parish Church

Die Hutton and Corrie Parish Church ist ein Kirchengebäude der presbyterianischen Church of Scotland in dem schottischen Weiler Boreland in der Council Area Dumfries and Galloway. 1971 wurde das Bauwerk in die schottischen Denkmallisten in der höchsten Denkmalkategorie A aufgenommen.

## Geschichte
Bei der Hutton and Corrie Parish Church handelt es sich um die Pfarrkirche des Parishs Hutton and Corrie. Dieser umfasst eine Fläche von 96,9 km2 und entstand durch Verschmelzung der Parisches Hutton und Corrie im Jahre 1609. Bereits im 12. Jahrhundert ist eine Kapelle in Hutton beschrieben, die 1609 als Hauptkirche benannt wurde.
Die heutige Kirche entstand im Jahre 1710. Zunächst besaß sie keinen befestigen Boden und ein Reetdach. Zwischen 1745 und 1800 beherbergte die Kirche auch die Schule. 1763 wurde das ehemals längliche Gebäude erweitert, wodurch es seinen heutigen T-förmigen Grundriss erhielt. Durch mehrere bauliche Veränderungen erhielt die Kirche im Laufe des 19. Jahrhunderts ihr heutiges aussehen. So wurden 1820 ein Geläut ergänzt und 1858 ein kleiner Andachtsraum an der Westseite hinzugefügt. Die Eingangsbereiche an den Nord- und Ostseiten wurden 1871 gestaltet.

## Beschreibung
Die Hutton and Corrie Parish Church liegt inmitten des umgebenden Friedhofs am Südrand der Streusiedlung. Das Gebäude ist 20 m lang bei einer Breite von 6,5 m. Abgesetzt von den Harl-verputzten Fassaden sind Ecksteine und Einfassungen aus rotem Sandstein. Aus demselben Material besteht auch das Sichtmauerwerk des hervorspringenden Eingangsbereichs an der Nordseite. Am darüberliegenden Giebel sitzt ein kleiner Dachreiter mit offenem Geläut auf. Die Fenster mit gedrückten Korbbögen mit Schlusssteinen stammen aus dem Jahre 1763. Das abschließende Satteldach ist mit Schiefer eingedeckt.